# Saturday Church
Saturday Church es una película dramática de fantasía musical estadounidense de 2017, escrita y dirigida por Damon Cardasis. La película está protagonizada por Luka Kain, Margot Bingham, Regina Taylor, Marquis Rodríguez, Mj Rodriguez e Indya Moore. 

## Trama
Ulises, un adolescente de catorce años, vive con su madre, Amara, y su hermano menor. Debido a que su padre falleció, la hermana de su madre, la tía conservadora Rose, acepta cuidar a Ulises y a su hermano mientras su madre está trabajando. Ulysses es intimidado en la escuela por sus compañeros de clase y Rose lo amenaza en casa por sus características femeninas. Una noche, Ulises se aventura en la ciudad y se encuentra con un grupo de personas transgénero y homosexuales, Ebony, Dijon, Raymond y Heaven. Ebony invita a Ulises a la Iglesia del Sábado, un programa que se lleva a cabo en una iglesia todos los sábados para alimentar y proporcionar refugio a los jóvenes LGBT. Mientras está allí, Ulysses desarrolla un interés en hacer voguing y compra un par de zapatos de tacón alto para practicar. Ulises también comienza a formar una relación con Raymond, quien tiene sentimientos mutuos por él. Un día, después de regresar a casa de la escuela, la tía Rose está esperando a Ulises y lo confronta por los tacones altos, que descubrió en su habitación. Rose comienza a golpear a Ulises, lo que le hace huir de la casa. 
Ulises intenta ir a la iglesia del sábado en busca de ayuda, pero como es miércoles, ninguno de sus amigos está allí. Ulises pasa la noche en un refugio para personas sin hogar, donde decide aceptarse a sí mismo por lo que es y no por lo que otros quieren que sea. Al día siguiente, Ulises habla con un hombre mayor que lo invita a su departamento. Desesperado y hambriento, Ulises se prostituye con el hombre por comida y dinero. El sábado, Ulises regresa a la Iglesia del Sábado, donde sus amigos lo consuelan y le ofrecen un lugar para quedarse, pero Ulises quiere ver a su madre. De vuelta en la casa, Amara, quien denunció la desaparición de Ulises ante la policía, se prepara para buscarlo. Antes de irse, Ebony acompaña a Ulises a la casa. Rose, que también está allí, regaña verbalmente a Ebony y Ulysses, lo que hace que Amara los defienda de su hermana hasta que Rose se vaya. Al día siguiente, Amara le asegura a Ulises que su amor por él es incondicional. Con una confianza recién descubierta, Ulysses se prepara para la moda en un club de baile de salón.

## Reparto
- Luka Kain como Ulises.
- Margot Bingham como Amara.
- Regina Taylor como tía Rose.
- Marqués Rodríguez como Raymond.
- Mj Rodriguez como Ebony.
- Indya Moore como Dijon.
- Alexia García como el cielo.
- Kate Bornstein como Joan.
- Jaylin Fletcher como Abe.
- Stephen Conrad Moore como Marshall.
- Peter Y. Kim como Mark.
- Evander Duck Jr. como el padre Lewis.

## Lanzamiento
La película se estrenó en el Festival de Cine de Tribeca el 23 de abril de 2017. El 5 de septiembre de 2017, Samuel Goldwyn Films adquirió los derechos de distribución de la película. La película fue lanzada el 12 de enero de 2018 por Samuel Goldwyn Films.

## Recepción
El sitio web del agregador de reseñas Rotten Tomatoes le otorga a la película una calificación del 93%, basada en 28 reseñas, con una calificación promedio de 7.4 / 10. En Metacritic, la película tiene una puntuación de 72 de 100, basada en 12 críticas, lo que indica "críticas generalmente favorables".